# Яхонтов, Виктор Александрович
Ви́ктор Алекса́ндрович Я́хонтов (30 мая [11 июня] 1881, Варшава, Царство Польское — 11 октября 1978, Москва) — русский офицер, советский общественный деятель.

## Биография
Родился 30 мая (11 июня) 1881 года в семье генерала.
Окончил 1-й кадетский корпус и Павловское военное училище (1901). С 1905 года — поручик. В 1907 году окончил Николаевскую академию Генерального Штаба по первому разряду; штабс-капитан (ст. 07.05.1907).
Цензовое командование ротой отбывал в 198-м пехотном резервном Александро-Невском полку (1907—1909). Капитан (1909). С 26 ноября 1909 года — обер-офицер для поручений при штабе Приамурского военного округа; старший адъютант штаба 1-го армейского корпуса с 13 августа по 1 сентября 1910 года, затем — обер-офицер для поручений при штабе Приамурского военного округа. С 24 мая 1913 года — и.д. ст. адъютанта штаба Приамурского ВО. С 11 августа 1913 — штаб-офицер для поручений при штабе Приамурского военного округа;  подполковник (ст. 06.12.1913).
Участник Первой мировой войны: помощник старшего адъютанта отделения генерал-квартирмейстера штаба 10-й армии с 21 сентября 1914 года; с 6 декабря 1914 — старший адъютант; полковник (ст. 06.12.1915), генерал-майор (18.10.1917). Был представителем Ставки в Великобритании и во Франции; награждён орденом Почётного легиона.

С 25 октября 1916 года — военный агент (атташе) в Японии. В воспоминаниях секретаря российского посольства в Токио Д. И. Абрикосова описывается следующий инцидент, произошедший после Февральской революции: 
Однажды утром наш военный атташе [Яхонтов] ворвался в канцелярию, крича, что это они, офицеры генерального штаба, совершили революцию, и в ответ на наши удивленные взгляды добавил: «Мы всегда носили красные рубашки под нашей формой». Когда наш мрачный советник [Щекин] спросил его, как это согласуется с присягой, атташе ответил, что в борьбе за свободу она не имеет значения, и промаршировал вон из канцелярии.
Узнав, что его друг А. И. Верховский назначен военным министром во Временном правительстве, Яхонтов срочно отбыл в Петроград и занял там место товарища военного министра. Однако после Октябрьской революции поспешил обратно в Японию, где продолжал агитацию среди офицеров.
Его настоящие цели были не ясны: он убежал от большевиков, но, оказавшись в Японии в безопасности, вновь перешел на их сторону, может быть, памятуя о своей «красной рубашке». К счастью для нас, он решил, что Япония слишком мала для его деятельности, и уехал в США, где скоро стал активным агентом советского правительства.

### В эмиграции
В апреле 1919 выехал из Японии в США; выступал по всей стране с лекциями против иностранного вмешательства в дела Советской России и за установление дипломатических отношений между СССР и США.
В 1933 году посетил Китай, после чего издал книгу The Chinese Soviets («Китайские советы»). В 1934 году получил американское гражданство.
Во время Второй мировой войны, в 1941 году, Яхонтов создал «Русско-американский комитет медицинской помощи Советскому Союзу», члены которого только в первые месяцы войны собрали сотни тысяч долларов. За время войны (1939—1945) Яхонтов прочитал для американцев сотни лекций об СССР и положении на фронтах, способствуя улучшению взаимопонимания между советским и американским народами.
В 1947—1953 годах Яхонтов работал в Секретариате ООН. В 1950 году на слушаниях подкомиссии по иммиграции и натурализации юридической комиссии Сената США в показаниях бывшего члена КП США Мориса Малкина Яхонтов описывался как деятель ряда прокоммунистических организаций: Friends of the Soviet Union («Друзья Советского Союза»), лектор в International Workers Order и Jefferson School of Social Science.
Редактор просоветской газеты «Русский голос» (1953—1975) в США. Много раз ездил в СССР.
Один из основателей Нью-Йоркского народного университета, задачей которого была ликвидация неграмотности в рабочей среде.

Могила В. А. Яхонтова на Никольском кладбище Александро-Невской лавры в Санкт-Петербурге

### Возвращение в СССР
В 1975 году Президиум Верховного Совета СССР удовлетворил просьбу Яхонтова о получении советского гражданства и возвращении в СССР.
Был членом Совета Советского общества по культурным связям с соотечественниками за рубежом (общество «Родина»), редколлегии газеты «Голос Родины» и журнала «Отчизна». Затем — персональный пенсионер.
Скончался 11 октября 1978 года. Похоронен с супругой в Ленинграде на Никольском кладбище (7-я дорожка).

## Награды
- Орден Святого Станислава 3-й ст. (ВП 06.12.1912)
- Медаль «В память 300-летия царствования Дома Романовых» (1913)
- Орден Святого Станислава 2-й степени (ВП 06.07.1915)
- Орден Святой Анны 4-й степени с надписью «За храбрость» (ВП 15.08.1915)
- Орден Святого Владимира 4-й ст. с мечами и бантом (ВП 04.03.1915)
- Орден Святой Анны 3-й степени с мечами и бантом (ВП 13.08.1915)
- Орден Святого Владимира 3-й ст. (ВП 30.03.1916)
- английский Орден Святого Михаила и Святого Георгия (C.M.G.) 3-й ст. (23.02.1916)[6]
- французский Орден Почётного Легиона (1916)
- советский Орден Дружбы народов (1975)